# Michel Boutant
Pour les articles homonymes, voir Boutant.
Michel Boutant, né le 23 novembre 1956 à Chabanais (Charente), est un homme politique français. Membre du Parti socialiste, il est maire de Chabanais depuis 2020.
Il est sénateur de la Charente de 2008 à 2020.

## Biographie
Il est le président du Conseil général de la Charente du 1er avril 2004 au 2 avril 2015 et conseiller général du canton de Montbron depuis le 29 mars 1992 et sénateur de la Charente depuis 2008.
Maire de Montbron depuis 1995, il démissionne de cette fonction en avril 2004 conformément à la loi sur le cumul des mandats. Il demeure adjoint au maire de Montbron. De 1997 à 2012, Michel Boutant est le suppléant du député Jean-Claude Viollet. Il est le président du Syndicat de pays d'Horte et Tardoire et de la Cité internationale de la bande dessinée et de l'image d'Angoulême (EPCC). En dehors de la vie politique, il est aussi professeur d'allemand.
Il est élu sénateur de la Charente le 21 septembre 2008.
Le 13 juillet 2014, Michel Boutant entame un sit-in pour protester contre la nouvelle carte des régions. Il s'oppose à la fusion entre sa région Poitou-Charentes et le Centre, lui préférant un rattachement avec l'Aquitaine.
En mars 2015, il est élu conseiller départemental du canton de Val de Tardoire en tandem avec Maryse Lavie-Cambot. Ils ont pour suppléants Virginie Garot et Olivier Pucek.
Lors des  élections municipales de 2020, Michel Boutant se présente à la mairie de Chabanais. La liste qu'il mène est élue au premier tour avec 54,64% des suffrages exprimés. Il annonce cependant qu'il attendra la fin de son mandat de sénateur pour être élu maire de la commune. Pour siéger au conseil municipal de Chabanais, il quitte son siège de conseiller départemental le 18 juin suivant.

## Synthèse des mandats
- Sénateur de la Charente (2008-2020)
- Conseiller général puis départemental de la Charente (1992-2020)
- Président du conseil général de la Charente (2004-2015)
- Maire de Montbron (1995-2004)
- Conseiller municipal puis maire de Chabanais (depuis 2020)